# Kenton Edelin
Kenton Scott Edelin (* 24. Mai 1962 in Heidelberg, Bundesrepublik Deutschland; † 24. Dezember 2022 in Fairfax, Virginia) war ein US-amerikanischer Basketballspieler der National Basketball Association (NBA).

## Karriere
Kenton Edelins Basketballkarriere war ungewöhnlich. Geboren in Heidelberg, wuchs er in Alexandria (Virginia) auf. Er besuchte die University of Virginia und war ein sogenannter Walk-on, also jemand, der ohne finanziellen Ausgleich Basketball spielte. Er hatte nicht nur kein Stipendium, sondern zahlte obendrein sogar noch hohe Studiengebühren für die Pre-Law School der Universität. Zunächst war Edelin als Freshman, als diese gemäß den Regeln der NCAA bereits für die Athletikabteilung antreten durften, noch Mitglied der Junior Varsity und spielte ausschließlich innerhalb der Campusmauern. Nach einem Wachstumsschub von etwa fünf Zentimetern wurde er in seinem zweiten Jahr als Sophomore auf Drängen seiner späteren Teamkameraden von den Cavaliers aufgenommen.
In seinem Senior-Jahr qualifizierten sich die Cavaliers für das Turnier der NCAA Division I Basketball Championship, obwohl sie in den Play-offs der Atlantic Coast Conference der NCAA Division I noch versagt hatten. In den Elite Eight, gleichzeitig Finale um die Regionalmeisterschaft und nationales Viertelfinale, stahl Edelin gegen die Indiana University Bloomington bei gegnerischer Führung zwei Minuten vor Abpfiff den Ball und wurde beim folgenden Korbleger gefoult. Er verwandelte einen von zwei Freiwürfen und nach einem zweiten Foul im Anschluss an einen Rebound beide Freiwürfe zum 48—44-Endstand. In den letzten beiden Minuten hatte Edelin sämtliche seiner fünf Punkte erzielt. Das Halbfinale in den Final Four gegen Hakeem Olajuwon und die University of Houston war ausgeglichen bis zum Schluss, wurde aber knapp verloren.
Kenton Edelin wurde bei der NBA-Draft 1984 in der siebenten Runde von den Indiana Pacers ausgewählt und verschob den Besuch der Law School von Virginia. Er wurde vor Beginn der Saison 1984/85 zunächst von den Pacers entlassen, unterzeichnete aber im Januar einen 10-Tages-Vertrag beim Franchise und im März als Free Agent einen Standardvertrag für den Rest der Saison. Er spielte insgesamt 143 Minuten in 10 Spielen und erzielte dabei 11 Punkte, 26 Rebounds, 10 Assists, 5 Balleroberungen und 4 Blocks.

## Nach der Karriere
Kenton Edelin war bereits während seiner Collegezeit von der Law School der University of Virginia akzeptiert worden und ließ sich nach seiner Zulassung 1988 als Rechtsanwalt in Fairfax County nieder. Er betätigte sich auch als Agent von Spielerinnen der WNBA oder NBA-Spielern wie Gerald Green.
Nach einer Reihe von Hirninfarkten am 18. März 2022 erlitt Kenton Edelin ein Hirntrauma und war halbseitig gelähmt sowie kognitiv beeinträchtigt.